# Miguel Galiano Talens Tejedor y Ulloa
Miguel Galiano Talens Tejedor y Ulloa (Alacant, 1837 - València, 6 de octubre de 1895) fou un aristòcrata i polític valencià, marquès de Montortal.

## Biografia
Era fill de Miguel Nicolás Galiano Tejedor, ric terratinent originari de Xàtiva i senador vitalici, però nasqué a Alacant perquè hi eren aixoplugats durant la Primera Guerra Carlina. El 1864 es llicencià en dret a la Universitat de València i a les Corts de 1867 fou elegit diputat pel districte de Xàtiva dins les files del Partit Moderat mercè els auspicis del seu amic Ciril Amorós i Pastor. Durant el sexenni democràtic esdevingué un monàrquic convençut partidari de la restauració borbònica, de tal manera que participà en la conspiració de Sagunt que durà al cop d'estat d'Arsenio Martínez-Campos Antón i l'entronització d'Alfons XII.
Tot i la seva recança inicial a unir-se al nou Partit Conservador d'Antonio Cánovas del Castillo, finalment s'hi integrà i fou elegit diputat provincial el 1875 i diputat per Alzira a les eleccions generals espanyoles de 1879 i per Enguera a les eleccions generals espanyoles de 1884. Fou un dels grans cacics polítics de les comarques centrals valencianes, amb forta influència a Xàtiva, Carcaixent i l'Alcúdia, però també a Almansa (província d'Albacete), d'on era la seva mare. Durant molts anys fou cap provincial del partit i va donar suport Francisco Silvela quan aquest va trencar amb Cánovas.